# Listă de scriitori români - O

## Scriitori români - O
| - Odobescu, Alexandru - Oișteanu, Andrei - Oișteanu, Valery | - Olahus, Nicolaus - Oprea, Leonard - Orghici, Dan | - Ornea, Zigu - Oțoiu, Adrian |